# Alexandru Hodoș (ziarist)
Alexandru Hodoș (cunoscut și ca Alexandru A. Hodoș) (n. 20 iunie 1893, București - d. 16 decembrie 1967), a fost un ziarist radio și al presei scrise, director al publicațiilor Renașterea Română, Țara Noastră , Biruința, Linia Dreaptă,, scriitor, traducător și om politic român de extrema dreaptă, subsecretar de stat în Guvernul Goga-Cuza (29 decembrie 1937 - 10 februarie 1938).
Alexandru Hodoș a fost fiul scriitorului Alexandru I. Hodoș (cunoscut sub pseudonimul Ion Gorun) și al Constanței Hodoș, scriitoare.
A debutat în publicistică la revista Minerva din Sibiu (1915), după război publicând la Renașterea Română, din același oraș. În perioada 1922 - 1938 a fost cu intermitență, alături de Ilarie Chendi și Octavian Goga, unul din directorii revistei cu apariție săptămânală Țara Noastră. În perioada 1922 - 1931 a folosit nu mai puțin de 260 de pseudonime pentru a-și semna articolele publicate în această revistă, ceea ce constituie un record neegalat în publicistica românească.
În noiembrie 1926, este numit de către Vasile Goldiș director al Teatrului Național din București.
A fost membru al Partidului Național Creștin și deputat de Someș, fiind unul din apropiații lui Goga. Este numit, în 1936, director adjunct de programe la Radiodifuziune, iar între 1938 - 1940 este director al Societății de Radio-Difuziune. A făcut parte din Guvernul Goga-Cuza (29 decembrie 1937 - 10 februarie 1938) ca subsecretar de stat la Președinția Consiliului de Miniștri, perioadă în care a suspendat apariția ziarelor cu orientare de stânga Adevărul, Dimineața și Lupta. În 1942 a fost numit atașat de presă la Berlin.
După război, în 1945, a fost arestat și judecat în așa-numitul „lot al ziariștilor”, alături, între alții, de Stelian Popescu, Radu Gyr și Pamfil Șeicaru, fiind acuzat că a făcut apologia Germaniei și a războiului antisovietic. A fost condamnat de Tribunalul Poporului, pe 1 iunie 1945, la „20 de ani detențiune rea și 10 ani degradațiune civică, cu confiscarea averii”. A fost închis la Aiud, Dumbrăveni, Jilava, Craiova, Poarta Albă și Gherla.

## Opera
Alexandru Hodoș, Focurile de pe culme, Editura Minerva, București, 1972

### Traduceri în limba română
- François Rabelais, Gargantua și Pantagruel, În românește de Alexandru Hodoș, prefața de N.N. Condeescu, ilustrații de Benedict Gănescu, Editura pentru Literatură Universală, București, 1967.
- Gustave Flaubert, Salammbô, Traducere de Alexandru Hodoș, Editura pentru Literatură Universală, București, 1967.